# Dikasterij za laike, obitelj i život
Dikasterij za laike, obitelj i život (lat. Dicasterium pro laicis, familia et vita) je dikasterij Rimske kurije koji je 2016. osnovao papa Franjo. Dikasterij je potvrđen i apostolskom konstitucijom o Rimskoj kuriji Praedicate Evangelium od 19. ožujka 2022.

## Povijest
Dikasterij je utemeljio papa Franjo apostolskim pismom Sedula Mater od 15. kolovoza 2016. u obliku motuproprija. Nudi "potporu i pomoć" laicima, obitelji i životu, "kako bi bili aktivni svjedoci Evanđelja u našem vremenu i izraz Otkupiteljeve dobrote". U novom dikasteriju su spojene ovlasti i funkcije ranijih papinskih vijeća za obitelj i vijeća za laike, koje su ukinute od 1. rujna 2016. Istog datuma stupio je na snagu "Statut Dikasterija za laike, obitelj i život", koji je odobren ad experimentum 4. lipnja 2016.
Dikasterij je potvrđen reformom Rimske kurije koju je proveo papa Franjo, odnosno apostolskom konstitucijom Praedicate Evangelium od 19. ožujka 2022. godine.
Prvi prefekt Papinskoga vijeća za laike, obitelj i život je američki biskup Kevin Farrell, dotadašnji biskup Dallasa. Dana 31. svibnja 2017., papa Franjo imenovao Alexandrea Awija Mella tajnikom ovoga Vijeća.[nedostaje izvor]

## Kronologija uprave

### Prefekti
- Kardinal Kevin Joseph Farrell, od 15. kolovoza 2016.

### Tajnici
- Alexandre Awi Mello, I.Sch., od 31. svibnja 2017.

### Dotajnici

#### Odjel za život
- Gabriella Gambino, od 7. studenog 2017.

#### Odjel za vjernike laike
- Linda Ghisoni, od 7. studenog 2017.

## Vanjske poveznice
- Apostolsko pismo Sedula Mater s web stranice Svete Stolice
- (HR ) David Cheney, Dikasterij za laike, obitelj i život, na Catholic-Hierarchy.org. </img>
- (engl.) Dikasterij  Arhivirana inačica izvorne stranice od 19. ožujka 2022. (Wayback Machine) o Gkatoliku
- Konačan statut dikasterija (8. svibnja 2018.)